# Ljubomir Maksimović
Ljubomir Maksimović (cyr. Љубомир Максимовић; ur. 27 listopada 1938 w Skopju) – serbski historyk-bizantynolog.

## Życiorys
W 1961 roku ukończył studia na Wydziale Filozoficznym Uniwersytetu w Belgradzie. W 1971 roku uzyskał stopień naukowy doktora, a w 1986 roku tytuł naukowy profesora. Od 1998 roku jest dyrektorem Instytutu Bizantologicznego Serbskiej Akademii Nauk i Sztuk. Jest także członkiem korespondencyjnym Akademii Ateńskiej. Przedmiotem jego zainteresowań naukowych są w szczególności: bizantyńska historia społeczna i instytucjonalna, stosunki bizantyńsko-serbskie oraz historia średniowiecznej Chorwacji. Jest redaktorem naczelnym czasopisma Zbornik radova Vizantološkog instituta. W latach 1982–1998 współtworzył encyklopedię Lexikon des Mittelalters.

## Wybrane dzieła
(opracowano na podstawie materiału źródłowego)
- Vizantijska provincijska uprava u doba Paleologa (1972)
- The Byzantine Provincial Administration under the Palaiologoi (1988)
- Grad u Vizantiji: ogledi o društvu pozno-vizantijskog doba (2003)
- Vizantijski svet i Srbi (2009)